# Botschaft der Republik Kongo in Berlin

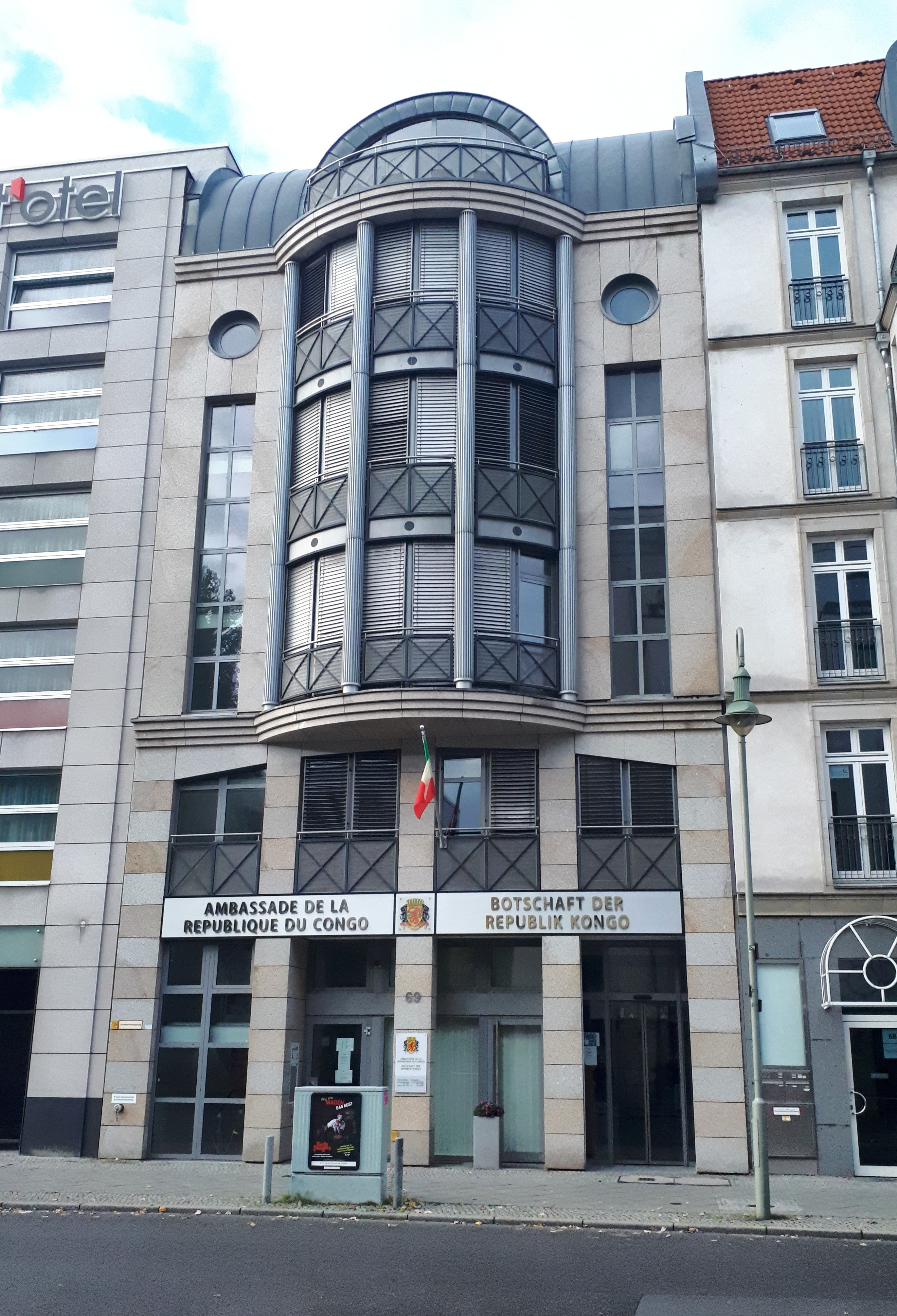
Botschaftsgebäude in der Wallstraße 69

Die Botschaft der Republik Kongo in Berlin ist die diplomatische Vertretung der Republik Kongo in Deutschland. Sie hat ihren Sitz in der Wallstraße 69 im Ortsteil Mitte des gleichnamigen Bezirks.
Botschafterin ist seit dem 24. August 2023 Edith Antoinette Itoua.
Die Republik Kongo unterhält Honorarkonsulate in Erbach, Hannover und München.

## Geschichte der diplomatischen Beziehungen
Die ehemalige französische Kolonie Mittelkongo (Teil von Französisch-Äquatorialafrika) wurde am 15. August 1960 unabhängig. Von 1969 bis 1991 hieß der Staat Volksrepublik Kongo, seitdem trägt er seinen heutigen Namen.
Am Tag der Unabhängigkeitserklärung 1960 nahmen die Kongolesische Republik (genannt Kongo-Brazzaville) und die Bundesrepublik Deutschland diplomatische Beziehungen auf. Die Botschaft hatte ihren Sitz in der Rheinallee 45 in Bonn-Bad Godesberg. Wegen des Umzugs von Bundestag und Regierung nach Berlin verlegte auch die Botschaft der Republik Kongo ihren Sitz in die neue deutsche Hauptstadt, zunächst in die Grabbeallee 47 in Berlin-Niederschönhausen. Jetzt (Stand: 2023) befindet sie sich in der Wallstraße 69 im Ortsteil Mitte.
Seit dem 8. Januar 1970 bestanden diplomatische Beziehungen zwischen der Volksrepublik Kongo und der DDR. Sie endeten mit der deutschen Wiedervereinigung im Jahr 1990. Die Botschaft in Ost-Berlin befand sich im Stadtbezirk Mitte in der Clara-Zetkin-Straße 97 (seit 1995 wieder Dorotheenstraße).

## Botschafter (seit 2012)
- 2012, 24. September: Jacques Yvon Ndolou[6]
- 2018, 8. Mai: Mamadou Kamara Dekamo[7]
- 2023, 24. August: Edith Antoinette Itoua[8]

## Gebäude
Das Botschaftsgebäude ist ein fünfstöckiges Wohn- und Bürohaus in der Wallstraße 69 in Berlin-Mitte. Es ist ein Neubau in modernen Formen.